# Лотт, Кадриана
Кадриа́на Лотт (англ. Kadriana Lott, урожденная Кадриа́на Сагайда́к, англ. Kadriana Sahaidak, род. 12 мая 1999, Селкирк, Манитоба) — канадская кёрлингистка из города Гимли, провинция Манитоба.
Участвует в соревнованиях смешанных пар со своим мужем Колтоном Лоттом. Чемпион и призёр чемпионата Канады среди смешанных пар.

## Достижения
- Чемпионат Канады по кёрлингу среди смешанных пар: золото (2024, 2025), серебро (2018, 2021), бронза (2019).

## Карьера
Кадриана добилась успеха в кёрлинге смешанных пар с тогда ещё своим бойфрендом Колтоном Лоттом. Их первым соревнованием стал Чемпионат Манитобы по кёрлингу среди смешанных пар 2018 года, который они выиграли и получили место на Чемпионате Канады по кёрлингу среди смешанных пар 2018. Этот дуэт был самым молодым на турнире и единственным, который не проиграл по групповом этапе. Однако в финале они проиграли со счетом 8-7 паре Лора Крокер и Кирк Майерс.
В сезоне 2018-19 команда Сагайдак / Лотт была представителем Канады на третьем этапе Кубка мира. Они выиграли турнир, получив право на участие в Гранд Финале. На Чемпионате Канады по кёрлингу среди смешанных пар 2019 команда вышла в полуфинал, в котором проиграла со счетом 7-6 команде Nancy Martin / Тайрел Гриффит.

## Частная жизнь
Кадриана работает ассистентом врача-оптометриста в Oakley Vision Center. В августе 2022 года вышла замуж за партнера по смешанным парам Колтона Лотта, изменила фамилию на Лотт.

## Команды
| Сезон   | Четвёртый    | Третий           | Второй        | Первый      | Запасной                                | Турниры           |
| ------- | ------------ | ---------------- | ------------- | ----------- | --------------------------------------- | ----------------- |
| 2024—25 | Nancy Martin | Chaelynn Stewart | Кадриана Лотт | Deanna Doig | Colleen Ackerman тренер: Шерри Андерсон | ЧК 2025 (8 место) |

(скипы выделены полужирным шрифтом)
Смешанные пары
| Сезон   | Партнёры (женщина, мужчина) | Партнёры (женщина, мужчина) | Турниры                           |
| ------- | --------------------------- | --------------------------- | --------------------------------- |
| 2017—18 | Кадриана Сагайдак           | Колтон Лотт                 | ЧКСП 2018                         |
| 2018—19 | Кадриана Сагайдак           | Колтон Лотт                 | ЧКСП 2019                         |
| 2019—20 | Кадриана Сагайдак           | Колтон Лотт                 |                                   |
| 2020—21 | Кадриана Сагайдак           | Колтон Лотт                 | ЧКСП 2021                         |
| 2022—23 | Кадриана Лотт               | Колтон Лотт                 | ЧКСП 2023 (11 место)              |
| 2023—24 | Кадриана Лотт               | Колтон Лотт                 | ЧКСП 2024 · ЧМСП 2024 (5 место)   |
| 2024—25 | Кадриана Лотт               | Колтон Лотт                 | КООКСП 2025 (7 место) · ЧКСП 2025 |